# 公躋奎
公躋奎（1496年—？），原名志厚，字瑞文，號中山，山東青州府蒙陰縣人，軍籍，明朝政治人物。

## 生平
山東鄉試第二十名舉人，嘉靖十四年（1535年）中式乙未科會試第一百六十七名，二甲第二十九名進士。授工部主事，升郎中，出為山西潞安府知府，二十四年（1545年）八月升湖廣按察司副使，調廣西按察司副使。

## 家族
曾祖公評；祖父公忠，壽官；父公景仁，贈工部員外郎。從伯父公勉仁。子公一載、公一鳴、公一揚、公一躍、公一翔。孫公家臣。曾孫公鼐、公鼒。